# Natasha Hovey
Pour les articles homonymes, voir Hovey.
Natasha Hovey, née le 14 août 1967 à Beyrouth, au Liban, est une actrice et animatrice de radio italienne.

## Biographie
Née à Beyrouth le 14 août 1967 d'un musicien américain et une graphologue néerlandaise, Natasha Hovey commence sa carrière artistique encore adolescente dans le film Acqua e sapone, sous la direction de Carlo Verdone. Elle continue avec des rôles comme la jeune fille innocente et sympathique, comme  Compagni di scuola en 1988, et Démons de Lamberto Bava. 
Après avoir interprété quelques rôles dans des fictions pour la télévision, elle s'installe à Paris, et elle abandonne la carrière d'actrice. À Paris, elle travaille dans une radio, dans un programme consacré au bénévolat.
En 2023, après des années de silence, elle déclare avoir passé plusieurs années en France par amour pour son mari, médecin rhumatologue. Elle vit aujourd'hui à Miami, en Floride, avec son fils David.

## Filmographie

### Cinéma
- 1983 : Acqua e sapone de Carlo Verdone : Sandy Walsh
- 1984 : Giochi d'estate (it), de Bruno Cortini
- 1985 : Le Monde de l'horreur (Il mondo dell'orrore di Dario Argento) de Michele Soavi : elle-même
- 1985 : Démons, de Lamberto Bava : Cheryl
- 1988 : Compagni di scuola, de Carlo Verdone : Cristina Romagnoli
- 1990 : Volevo i pantaloni (it), de Mario et Vittorio Cecchi Gori : Angelina
- 1992 : Orquesta Club Virginia, de Manuel Iborra : Cesca
- 1993 : Bugie rosse (it), de Pierfrancesco Campanella (it) : Lucia

### Télévision
- 1986 : Domani, de Marcello Fondato : Julie
- 1987 : Uomo contro uomo, de Sergio Sollima
- 1989-1990 : Senza scampo, de Paolo Poeti
- 1993 : Stay Lucky (en), mise en scène de Ian White - Série TV - Épisode : One Jump Ahead : Claudia
- 1995 : La Piovra 7, mise en scène de Luigi Perelli - Minisérie TV : Tiziana Breda
- 1997 : Mamma per caso, mise en scène de Sergio Martino - Minisérie TV : Cinzia
- 1997 : More Is Less, mise en scène de Andy Lambert - Court-métrage : Blue Woman